# Coenosia trichophthalma
Coenosia trichophthalma este o specie de muște din genul Coenosia, familia Muscidae, descrisă de Albuquerque în anul 1959. Conform Catalogue of Life specia Coenosia trichophthalma nu are subspecii cunoscute.